# Дипломатична служба Богдана Хмельницького
Дипломатична служба Богдана Хмельницького, Дипломатична служба Української козацької держави — група посадовців Української козацької держави 1648–57, які виконували функції спеціалізованої державної структури, що займалася проведенням зовнішньої політики. Утворена за традиціями Війська Запорозького і діяла без оформлення у відповідну спеціальну установу. Управління цією службою здійснювалося старшинською радою (див. Рада генеральної старшини) й гетьманом. Рада розробляла напрями зовнішньої політики, умови угод і договорів. Гетьман здійснював практичне керівництво зносинами з іншими країнами: приймав і відправляв іноземні посольства та вів з ними переговори, інструктував українських послів і заслуховував їхні звіти, брав участь у виробленні найважливіших дипломатичних актів і підписував їх. Поточну роботу виконувала Генеральна військова канцелярія, писарі якої готували відповідну документацію.
Упродовж 1648 зусилля дипломатичної служби Української козацької держави спрямовувалися на збереження військово-політичного союзу з Кримським ханством, пошук порозуміння з Османською імперією, залучення правителів Московії й Трансильванського князівства до боротьби за корону в Речі Посполитій. 1649–53 основна увага приділялася досягненню визнання з боку Польщі й інших країн незалежності Української козацької держави, запобіганню створення антиукраїнської коаліції, пошуку надійного протектора (див. Протекторат). Протягом 1654–57 служба займалася формуванням антипольського союзу держав, нейтралізацією політики Польщі й Криму, возз'єднанням західно-українського регіону з козацькою Україною, захистом внутрішнього суверенітету від посягань царського уряду. Важливою сферою діяльності дипломатів 1648–57 був збір різноманітної інформації про характер міжнар. відносин, внутр.-політ. становище потенційних союзників і противників, їхню військ. потужність тощо.
На основі козац. традицій склався власний церемоніал прийому іноз. гінців, посланців і послів, ведення з ними переговорів та організації безпеки їхнього пересування теренами д-ви, постачання для них і конвою продовольства й фуражу. Форма прийому (як правило, в Чигирині) залежала від рангу (гонець, посланець, посол) особи, яка приїжджала з візитом, політ. статусу того, хто її посилав, і важливості покладеної на неї дипломатичної місії. Участь гетьмана в зустрічі посольств практикувалася рідко; цю функцію виконував хтось із ген. старшин чи полковників. Чл. посольств отримували помешкання неподалік від місця проживання Б.Хмельницького, їх брали на утримання скарбниці. Існували відмінності в ритуалах аудієнцій для послів різних країн, що зумовлювалося врахуванням традицій їхньої дипломатичної служби та політ. цілями укр. уряду. Секретні питання обговорювалися лише гетьманом наодинці з послом в окремій кімнаті. Прикметними рисами етикету були інтенсивність переговорного процесу та його швидке завершення.
Д.с.Б.Х. мала у своєму складі перекладачів, знавців доріг, людей, пристосованих до мандрівного життя, секретарів посольств, посланців і послів. Функцію останніх переважно виконували полковники й ген. старшини, які уповноважувалися гетьманом укладати угоди й договори. Склад і чисельність посольств залежали від важливості дорученої їм дипломатичної місії. Велика увага приділялася оформленню відповідної документації. Листи, адресовані монархам, підписувалися гетьманом й скріплювалися печаткою. Інколи гетьман вдавався до титулатури "Божою милістю", що використовувалася європейськими монархами. Практикувалися різноманітні стилі написання листів до іноз. правителів і глав урядів, що було зумовлено враховуванням узвичаєних у тих чи ін. країнах норм етикету. Як правило, зміст укладених договорів в Українській козацькій державі не розголошувався і був відомим дуже обмеженому колу осіб.